# Campephaga phoenicea
Campephaga phoenicea là một loài chim trong họ Campephagidae.